# Regionalliga Südwest
La Regionalliga Südwest (en español: Liga Regional del Suroeste) es uno de los 5 grupos que componen la Regionalliga, el cuarto nivel de fútbol en Alemania, el cual integran los estados federados de Hesse, Baden-Wurtemberg, Renania-Palatinado y Sarre.

## Historia

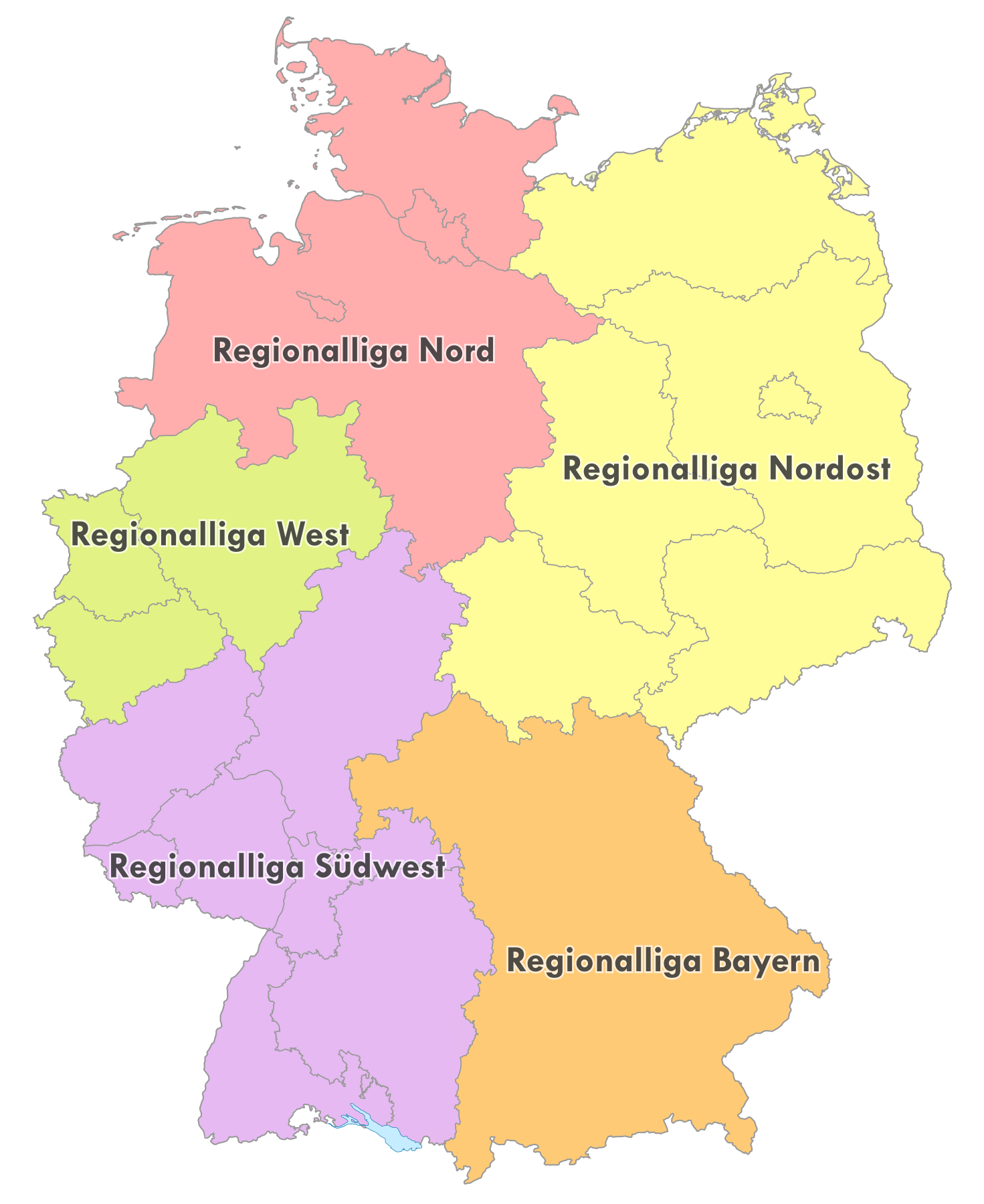
Las Regionalligas desde 2012.

Fue fundada al terminar la temporada 2011/12, cuando los equipos de la Regionalliga Süd, exceptuando los de Baviera se unieron a los equipos del oeste de las regiones de Renania-Palatinado y Sarre debido a que la Regionalliga necesitaba una reforma, la última databa de 2008 y se debía a gran medida a la insolvencia económica que presentaba el cuarto nivel causada por los altos costos de infraestructura que pedía la liga y al poco interés que tenían las televisiones en transmitir los partidos del cuarto nivel.
Entre los requerimientos figuraba que cada estadio debe tener una capacidad mínima de 1000 espectadores, con lugares separados para la afición del equipo visitante, lo que causaba costos algo elevados para los equipos amateurs, por lo que algunos equipos que conseguían el ascenso de la Oberliga declinaban ascender a la Regionalliga por el riesgo financiero, rompiendo con un principio del fútbol alemán: el campeón se gana el ascenso.
En octubre del 2010 se reformó el cuarto nivel de Alemania, las Regionalligas se expandieron de 3 a 5, reestableciéndose la Regionalliga Nordost, se creó la Regionalliga Bayern y se reestructuró la Regionalliga Süd en la Regionalliga Südwest.

### Participantes en la primera temporada
- De la Regionalliga Süd: FC Bayern Alzenau, SC Freiburg II, Eintracht Frankfurt II, FSV Frankfurt II, SG Sonnenhof Großaspach, TSG 1899 Hoffenheim II, KSV Hessen Kassel, SV Waldhof Mannheim, SC Pfullendorf, Wormatia Worms
- De la Regionalliga West: Eintracht Trier, SV Elversberg, SC Idar-Oberstein, 1. FC Kaiserslautern II, TuS Koblenz, 1. FSV Mainz 05 II
- Ascendidos de las Oberligas: 1. FC Eschborn, FC Homburg, SSV Ulm 1846.

## Lista de campeones
| Temporada | Campeón                 | Subcampeón           |
| 2012–13   | KSV Hessen Kassel       | SV Elversberg        |
| 2013–14   | SG Sonnenhof Großaspach | Friburgo II          |
| 2014–15   | Kickers Offenbach       | 1. FC Saarbrücken    |
| 2015–16   | Waldhof Mannheim        | SV Elversberg        |
| 2016–17   | SV Elversberg           | Waldhof Mannheim     |
| 2017–18   | 1. FC Saarbrücken       | SV Waldhof Mannheim  |
| 2018–19   | SV Waldhof Mannheim     | 1. FC Saarbrücken    |
| 2019–20   | 1. FC Saarbrücken       | TSV Steinbach Haiger |
| 2020–21   | Friburgo II             | SV Elversberg        |
| 2021-22   | SV Elversberg           | SSV Ulm Fußball      |
| 2022-23   | SSV Ulm Fußball         | TSV Steinbach        |
| 2023-24   | Stuttgart II            | Stuttgarter Kickers  |

- Equipos promovidos en negrita.

## Goleadores y asistencia
| Temporada | Promedio Asistencia | Por partido | Más aficionados   | Aficionados /Por partido | Goleador             | Goles |
| --------- | ------------------- | ----------- | ----------------- | ------------------------ | -------------------- | ----- |
| 2012–13   | 319,159             | 933         | KSV Hessen Kassel | 3,489                    | Jérôme Assauer (TuS) | 20    |

## Posiciones finales
| Club                         | 13 | 14 | 15 | 16 | 17 | 18 | 19 | 20 | 21 | 22 |
| ---------------------------- | -- | -- | -- | -- | -- | -- | -- | -- | -- | -- |
| FSV Frankfurt                | 2B | 2B | 2B | 2B | 3L | 14 | 12 | 12 | 6  |    |
| VfR Aalen                    | 2B | 2B | 2B | 3L | 3L | 3L | 3L | 14 | 13 |    |
| VfB Stuttgart II             | 3L | 3L | 3L | 3L | 7  | 10 | 15 | x  | 8  |    |
| Stuttgarter Kickers          | 3L | 3L | 3L | 3L | 13 | 17 | x  | x  | x  | x  |
| 1. Fußball-Club Saarbrücken  | 3L | 3L | 2  | 7  | 3  | 1  | 2  | 1  | 3L | 3L |
| SV Elversberg                | 2  | 3L | 3  | 2  | 1  | 5  | 4  | 3  | 2  |    |
| Kickers Offenbach            | 3L | 8  | 1  | 4  | 12 | 3  | 5  | 8  | 3  |    |
| KSV Hessen Kassel            | 1  | 13 | 10 | 8  | 10 | 16 | x  | x  | 12 |    |
| 1. FC Kaiserslautern II      | 3  | 4  | 4  | 10 | 16 | x  | x  | x  | x  | x  |
| SG Sonnenhof Großaspach      | 4  | 1  | 3L | 3L | 3L | 3L | 3L | 3L | 19 |    |
| Eintracht Trier              | 5  | 6  | 11 | 5  | 18 | x  | x  | x  | x  | x  |
| SV Waldhof Mannheim          | 6  | 5  | 13 | 1  | 2  | 2  | 1  | 3L | 3L |    |
| SC Freiburg II               | 7  | 2  | 7  | 15 | x  | 4  | 7  | 13 | 1  | 3L |
| TuS Koblenz                  | 8  | 14 | 16 | x  | 8  | 15 | x  | x  | x  | x  |
| TSG 1899 Hoffenheim II       | 9  | 10 | 9  | 3  | 4  | 6  | 10 | 9  | 16 |    |
| SSV Ulm 1846                 | 10 | 15 | x  | x  | 9  | 9  | 6  | 7  | 4  |    |
| 1. FSV Mainz 05 II           | 11 | 3  | 3L | 3L | 3L | 7  | 14 | 6  | 17 |    |
| Wormatia Worms               | 12 | 16 | 5  | 9  | 6  | 13 | 16 | x  | x  | x  |
| SC Pfullendorf               | 13 | 18 | x  | x  | x  | x  | x  | x  | x  | x  |
| FC Homburg                   | 14 | 11 | 6  | 6  | 15 | x  | 3  | 4  | 7  |    |
| Eintracht Frankfurt II       | 15 | 12 | x  | x  | x  | x  | x  | x  | x  | x  |
| SpVgg Neckarelz              | x  | 9  | 12 | 17 | x  | x  | x  | x  | x  | x  |
| KSV Baunatal                 | x  | 17 | 17 | x  | x  | x  | x  | x  | x  | x  |
| SVN Zweibrücken              | x  | 7  | 18 | x  | x  | x  | x  | x  | x  | x  |
| 1. FC Eschborn               | 16 | x  | x  | x  | x  | x  | x  | x  | x  | x  |
| FSV Frankfurt II             | 17 | x  | x  | x  | x  | x  | x  | x  | x  | x  |
| SC Idar-Oberstein            | 18 | x  | x  | x  | x  | x  | x  | x  | x  | x  |
| FC Bayern Alzenau            | 19 | x  | x  | x  | x  | x  | x  | 10 | 21 | x  |
| FC Astoria Walldorf          | x  | x  | 8  | 11 | 11 | 11 | 13 | 5  | 18 |    |
| FK Pirmasens                 | x  | x  | 14 | 13 | 14 | x  | 9  | 16 | 14 |    |
| FC Nöttingen                 | x  | x  | 15 | x  | 19 | x  | x  | x  | x  | x  |
| TSV Steinbach                | x  | x  | x  | 12 | 5  | 8  | 8  | 2  | 5  |    |
| Bahlinger SC                 | x  | x  | x  | 14 | x  | x  | 11 | 11 | 9  |    |
| SV Spielberg                 | x  | x  | x  | 16 | x  | x  | x  | x  | x  | x  |
| SV Saar 05 Saarbrücken       | x  | x  | x  | 18 | x  | x  | x  | x  | x  | x  |
| FC Gießen                    | x  | x  | x  | x  | 17 | x  | x  | 15 | 11 |    |
| TSV Eintracht Stadtallendorf | x  | x  | x  | x  | x  | 12 | 17 | x  | 22 | x  |
| TSV Schott Mainz             | x  | x  | x  | x  | x  | 18 | x  | x  | 20 |    |
| SV Röchling Völklingen       | x  | x  | x  | x  | x  | 19 | x  | x  | x  | x  |
| SC Hessen Dreieich           | x  | x  | x  | x  | x  | x  | 18 | x  | x  | x  |
| Rot-Weiß Koblenz             | x  | x  | x  | x  | x  | x  | x  | 18 | 10 |    |
| TSG Balingen                 | x  | x  | x  | x  | x  | x  | x  | x  | 15 |    |

Leyenda
| Símbolo | Significado               |
| ------- | ------------------------- |
| B       | Bundesliga                |
| 2B      | 2. Bundesliga             |
| 3L      | 3. Liga                   |
| 1       | Campeones de Liga         |
| Lugar   | Liga                      |
| x       | Jugó en un nivel menor    |
| RL      | Jugó en otra Regionalliga |